# Sicard de Benevento
Sicard (n.  ?, Italia – d. 839 d.Hr.) a fost principe de Benevento de la 832 până la moarte. El a fost ultimul principe al principatului unit de Benevento care a stăpânit cea mai mare parte din sudul Italiei.
Sicard a fost fiul și succesorul ducelui Sico I, originar din Spoleto.
După preluarea principatului, el s-a angajat în războaie permanente atât împotriva sarazinilor, cât și a vecinilor săi din ducatele de Sorrento, Neapole și Amalfi. În vremea sa, Benevento reprezenta cea mai puternică formațiune din regiune sub aspect militar și economic. Prin Pactum Sicardi din 4 iulie 836, s-a semnat un armistițiu pe cinci ani cu cele trei formațiuni mai sus menționate, recunoscându-se dreptul negustorilor de a călători liber între ele. Cu toate acestea, războiul a continuat. În cadrul unui război din 837 cu ducele Andrei al II-lea de Neapole, acesta a solicitat sprijinul mercenarilor sarazini, creându-se un obicei în a recurge la sprijinul musulmanilor în războaiele dintre statele creștine din Italia.
De asemenea, Sicard a capturat Amalfi în anul 838, printr-un atac dinspre mare.
Pe lângă războaiele continue, Sicard s-a remarcat și ca un constructor. El a pus bazele bisericii din Benevento, pe care a aprovizionat-o cu numeroase moaște de sfinți, precum cele ale Sfântului Bartolomeu, aflate până atunci în insulele Lipari, pe care le-a obținut prin angajarea unor negustori amalfitani, care le-au preluat de la sarazini. Apoi, când a capturat Amalfi, a preluat și de acolo relicvele Sfintei Trofimena, recent aduse acolo de la Minori.
Sicard a fost asasinat în 839, iar trezorierul Radelchis s-a proclamat imediat principe în locul său, în defavoarea fratelui lui Sicard, Siconulf, care a fost întemnițat. În continuare, Siconulf a reușit să evadeze și a fost proclamat principe la Salerno, creându-se astfel Principatul de Salerno.
Astfel, la moartea lui Sicard, principatul a intrat într-o perioadă de război civil, în care a fost adeseori împărțit între diverșii pretendenți.